# Андреа Седрон
Андреа Седрон (ісп. Andrea Cedrón, 24 грудня 1993) — перуанська плавчиня.
Учасниця Олімпійських Ігор 2012, 2016 років.
Призерка Чемпіонату Південної Америки з плавання 2014 року.